# Tio fotografer

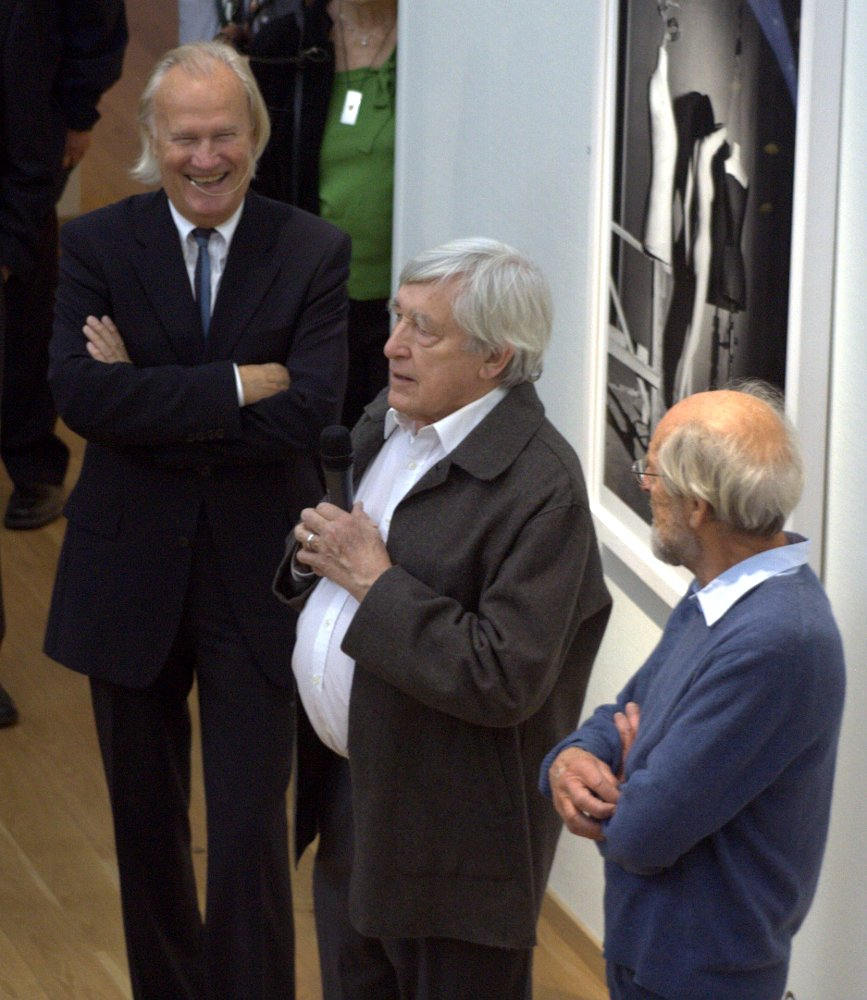
Hasse Persson, Hans Hammarskiöld a Lennart Olson v Borås Art Museum 2009

Tio fotografer (Deset fotografů) byla skupina švédských fotografů, kteří v roce 1958 vytvořili úspěšný fotografický kolektiv a později fotografickou agenturu Tiofoto.

## Historie
Piktorialismus praktikovaný na soutěžích a výstavách fotografických klubů podporoval během druhé světové války v neutrálním Švédsku romantickou národní hrdost. Pováleční mladí fotografové v zemi reagovali na malířské nároky takových praktikujících, kterým posměšně přezdívali „Rosenlunderiet“ podle domova starých lidí ve Stockholmu. 
V roce 1949 se někteří z mladých fotografů, přezdívaných „De Unga“ (Mladí), kteří měli vytvořit Tio fotografer, zúčastnili výstavy pořádané redaktorem časopisu FOTO Larsem Wickmanem. Byla to otevřená provokace konzervativního fotografického establishmentu.
Většina vystavovatelů se vrátila ke svým specializacím v oblasti módy, žurnalistiky, fotografování přírody a tak dále, zatímco druhá nejmladší, Rune Hassner, se ujala kauzy mladých radikálů a psala polemiky do odborných časopisů.
V roce 1949 stockholmští „Mladí fotografové“ Rune Hassner, Tore Johnsson, Sven Gillsater, Hans Hammarskiold a další viděli, jak rozvíjejí nový „mezinárodní jazyk fotografie“. Byli mezi mnoha skandinávskými fotografy poválečného období, kteří hledali příležitosti jinde v Evropě. Tore Johnsson a Rune Hassner šli do Paříže. Když New York v 60. letech nahradil Paříž jako vyhledávanou destinaci pro budoucí fotografy, Lennart Nilsson tam začal, než se začal věnovat vědecké fotografii. Během příštího desetiletí se členové příležitostně a neformálně setkávali v Londýně, na Kubě, v New Yorku nebo Hongkongu a vznikla myšlenka fotografického družstva.
Na setkání 10. října 1958 ve Stockholmu založilo deset fotografů, kteří mezitím cestovali a rozvíjeli svou kariéru, kolektiv Tio fotografer („Deset fotografů“). Deset let po své první výstavě skupina založila agenturu Tiofoto. Družstvo sdílelo kancelář, studio a zařízení temné komory ve Stockholmu, ale jinak zůstalo nezávislé ve stylu a přístupu.

## Členové
Deset členů a zakladatelů bylo:
- Sten Didrik Bellander
- Harry Dittmer
- Sven Gillsäter
- Hans Hammarskiöld
- Rune Hassner
- Tore Johnson
- Hans Malmberg
- Pål Nils Nilsson
- Georg Oddner
- Lennart Olson